# The Slump (Brooklyn Nine-Nine)
"The Slump" es el tercer episodio de la primera temporada de la serie de televisión de comedia policiaca estadounidense Brooklyn Nine-Nine. Es el tercer episodio general de la serie y está escrito por la coproductora Prentice Penny y dirigida por Julie Anne Robinson. Se emitió en Fox en los Estados Unidos el 1 de octubre de 2013.

## Argumento
Jake (Andy Samberg) tiene muchos casos sin resolver en su plato, y los otros detectives no están dispuestos a dejar que les contagie su racha perdedora. Mientras tanto, Amy (Melissa Fumero) recluta a Rosa (Stephanie Beatriz) y Gina (Chelsea Peretti) para que la ayuden cuando Holt (Andre Braugher) le pide que dirija el programa de policía juvenil para jóvenes en riesgo, y Boyle (Joe Lo Truglio) ayuda a Jeffords (Terry Crews) con un caso especial que no puede resolver.

## Artistas invitados
- Dirk Blocker como Michael Hitchcock
- Joel McKinnon Miller como Norm Scully
- Pete Davidson como Steven

## Recepción

### Espectadores
En su emisión estadounidense original, "The Slump" fue visto por un estimado de 3,43 millones de televidentes domésticos y obtuvo una participación de audiencia de 1,4 / 4 entre adultos de 18 a 49 años, según Nielsen Media Research. Esta fue una disminución del 15% en la audiencia con respecto al episodio anterior, que fue visto por 4.03 millones de espectadores con un 1.8 / 5 en la demografía de 18 a 49 años. Esto significa que el 1.4 por ciento de todos los hogares con televisión vieron el episodio, mientras que el 4 por ciento de todos los hogares que veían televisión en ese momento lo vieron. Con estos índices de audiencia, Brooklyn Nine-Nine fue el tercer programa más visto en FOX durante la noche, superando a Dads pero detrás de The Mindy Project, y New Girl, cuarto en su franja horaria y undécimo por la noche en la demografía 18-49.

### Revisiones críticas
"The Slump" recibió críticas positivas de los críticos. Roth Cornet de IGN le dio al episodio un "bueno" 7,7 sobre 10 y escribió: "Brooklyn Nine-Nine sigue generando risas y episodios bien construidos. A medida que avanzan las semanas y conocemos a estos personajes, me encuentro disfrutando de ellos. , y la serie, cada vez más. Aunque diré que espero ver un poco más en el camino del desarrollo de personajes en profundidad, es decir, sería bueno ver a Peralta y su equipo evolucionar hasta convertirse en humanos completamente desarrollados, aunque extravagantes, en lugar de bocetos que actúen con tiros similares semana tras semana. Habiendo dicho eso, ¡estos son trucos bastante entretenidos hasta ahora, se necesita tiempo para que las cosas se estabilicen en la primera temporada de un programa ".
Molly Eichel de The A.V. Club le dio al episodio una calificación de "B +" y escribió: "Otros personajes también están empezando a tener una formación más completa. Boyle es un divorciado, Díaz vino de las calles y Santiago no. Mientras que Peralta puede haber sido expulsado de su al principio del juego, los otros personajes están comenzando a tener una forma completa más allá de los rasgos que se introducen en el piloto. Estoy emocionado de verlos evolucionar aún más ".
Aaron Channon de Paste le dio al episodio un 7,9 sobre 10 y escribió: "'The Slump' es el mejor episodio de Brooklyn Nine-Nine hasta el momento: las risas finalmente igualaron el talento y los personajes están creciendo a un ritmo satisfactorio".